# Mademoiselle Baron
Françoise-Éléonore Villain, dite Mademoiselle Baron (Liège, 1er décembre 1760 - Stockholm, 26 mars 1783), est une actrice du XVIIIe siècle qui exerça principalement en Suède.
Née en 1760 à Liège, fille de Gabriel Villain et d'Antoinette Baptiste, elle joue à La Haye en 1779-1780, puis est engagée à Stockholm en 1781 dans la troupe de Monvel et devient « première actrice de la Comédie française de Sa Majesté le roi de Suède » Gustave III. Elle deviendra la maîtresse du prince Charles XIII de Suède.